# エレフセロティピア
エレフセロティピア（ギリシア語: Ελευθεροτυπία「報道の自由」、英語アルファベット:Eleftherotypia）は、ギリシャ共和国アテネで出版されていた日刊全国紙。
1975年7月21日から発行された軍事政権の終焉後初めて創刊された新聞であり、国内で最も広く流通していた2紙のうちの1紙であった。概ね中道左派や社会主義の立場を取っており、独立、公平を非常に重んじていた。
ギリシャ経済危機の後の2011年に破産申請を余儀なくされた。短期間は新規の発行主に引き継がれたものの、最終的に2014年11月に発行を停止した。
創刊以来、エレフセロティピア紙は保守的な新民主主義党政権に反対する意見を載せてきた。編集者は多くの問題において通常社会民主主義的な立場を取りながら、よりラジカルな見解はまた頻繁にエレフセロティピア紙で表現されていて、中道左派の日刊紙トー・ヴィマよりも広い範囲で目立っていた。1981年に全ギリシャ社会主義運動が政権入りをしたときには、より親政府的な立場を取ったが、批判的で時に厳しい論調は変わらなかった。

## 参照・外部リンク
- Eleftherotypia Website (ギリシャ語)
- Ios Website (ギリシャ語)